# Cherif Merabet
Cherif Merabet (Arabisch: شريف مرابط) (Oran, 18 augustus 1980) is een Algerijns professioneel wielrenner die vooral naam heeft gemaakt in eigen land. 

## Palmares
2006
- 3e etappe GP Meridji Abdelkader
- 2e etappe Tour de l'Espoir

2007
- Algerijns kampioen op de weg, Elite

2008
- Eindklassement Tour des Aéroports